# Vol British Eagle International Airlines 802
Le vol British Eagle International Airlines 802 est un accident aérien de type impact sans perte de contrôle, survenu le 29 février 1964 à l'approche d'Innsbruck, en Autriche.

## Caractéristiques

### Avion
Le Bristol Britannia série 312 portant le numéro constructeur 13423 et l'immatriculation G-AOVO a fait son premier vol en juillet 1958. Il a été livré à la BOAC, qui l'a utilisé pendant un peu plus de cinq ans. À partir de janvier 1964, il est loué par British Eagle International Airlines, compagnie privée britannique.

### Vol
Le 29 février 1964, il effectuait un vol régulier depuis Heartow vers Innsbruck. Tous les passagers étaient britanniques à deux exceptions près (un Autrichien et un Canadien). La grande majorité d'entre eux se rendaient en Autriche pour un séjour de sport d'hiver.

## Contexte et déroulement
L'aéroport d'Innsbruck est profondément encaissé dans les montagnes et, à l'époque, ne possédait pas d'équipement d'approche aux instruments. Selon le magazine Flight, son approche était l'une des plus difficiles d'Europe. Les conditions météorologiques étaient désastreuses le jour de l'accident, et l'équipage du Britannia a perdu le contact visuel avec le sol. Pénétrant dans la masse nuageuse, il a fini par percuter une montagne, le mont Glungezer. Il n'y a eu aucun survivant parmi les 75 passagers et 8 membres d'équipage.

## Conséquences
L'accident est le plus meurtrier jamais survenu en Autriche. L'enquête a donné lieu à quelques frictions entre les officiels britanniques et autrichiens. 

## Images

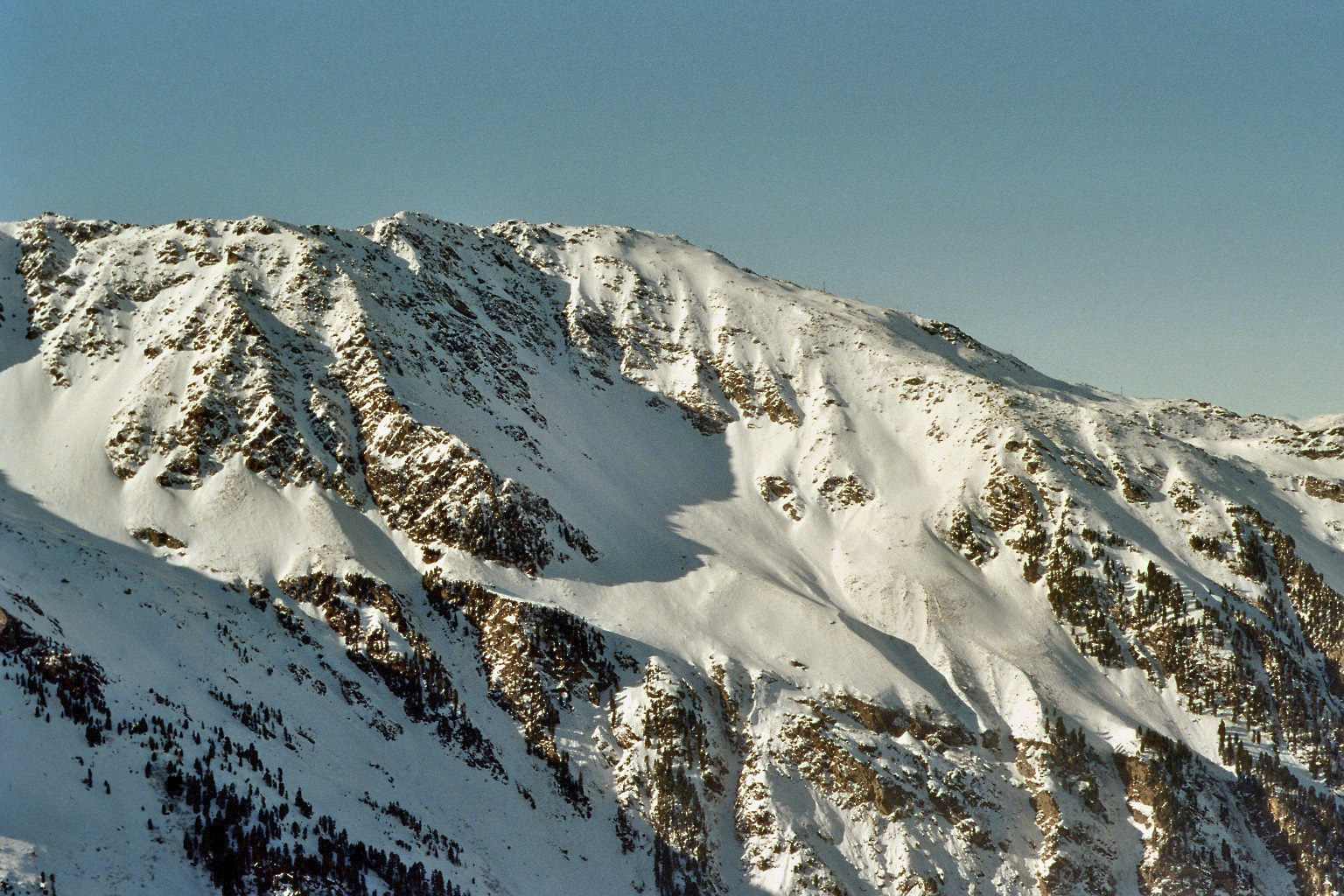
Site du crash.
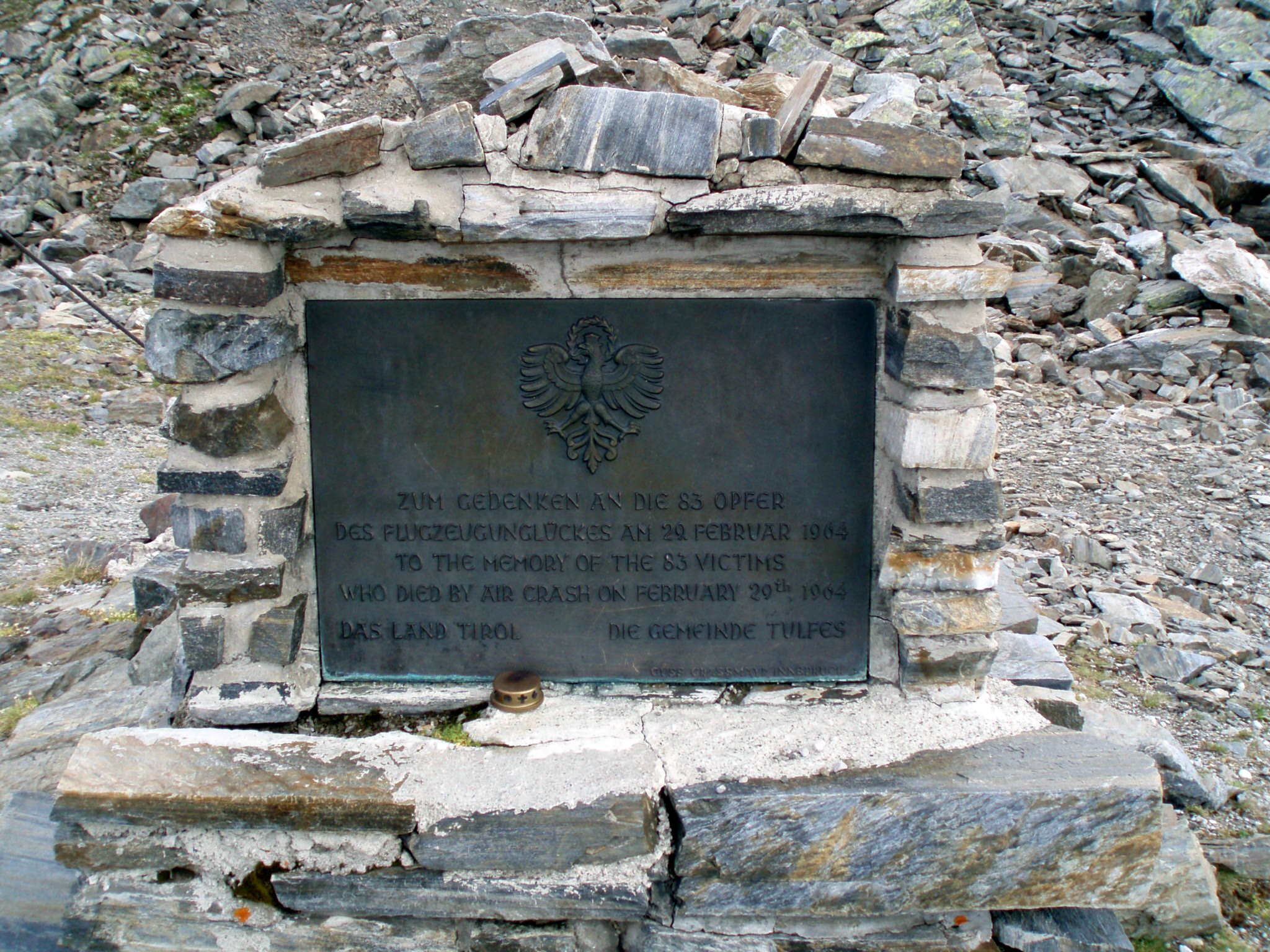
Plaque commémorative.